# Хатамлар
Хатамлар (азерб. Hətəmlər) — село у Лачинському районі Азербайджану. Село розташоване за 65 км на північний захід від районного центру, міста Лачина.